# Mannerheims barnskyddsförbund
Mannerheims barnskyddsförbund är en finländsk välgörenhetsorganisation, grundad den 4 oktober 1920.

## Förbundet grundas
Förbundet grundades efter första världskriget av bland andra Kirurgiska sjukhusets översköterska Sophie Mannerheim, docenten Arvo Ylppö och skolrådet Erik Mandelin. I detta arbete kom även Sophie Mannerheims bror Gustaf Mannerheim med. Han gav sitt namn och sitt hem till barnskyddsarbetets förfogande. Gustaf Mannerheim blev förbundets hedersordförande.
Målet var att minska spädbarnsdödligheten och att hjälpa barnfamiljer, samt barn och unga till en bra start i livet. Förbundet har gått i spetsen för utvecklingen på många områden inom barnskyddet och folkhälsoarbetet i Finland.
Barnets borg har varit en av de kändaste verksamheterna i förbundets arbete. Det första verksamhetsstället för Barnets borg var ett trähus på Andra Linjen i Helsingfors. Det ursprungliga Barnets borg var grundat 1918 av Sophie Mannerheim som ett skyddshem för ensamma mödrar. Efter grundadte av förbundet blev Barnets brog ett barnsjukhus som invigdes 20 oktober 1921. År 1948 invigdes ett nytt Barnets borg i Tölö.
Mannerheims barnskyddsförbund organiserade under år 1939 förflyttningen av finländska krigsbarn och tog initiativ till fadderortsrörelsen samt till krigsfadderverksamheten  som administrerades av en särskild kommitté inom förbundet.
Det ursprungliga namnet på förbundet var General Mannerheims Barnskyddsförbund, idag är förbundet verksamt under namnet Mannerheims barnskyddsförbund.